# Азор (фільм)
«Азор» (укр. Господар, Хазяїн, Володар) — історична драма Бакіча Відяя (справжнє ім'я — Віктор Чічайкін), прем'єра якої відбулась у 2018 році.
Перший в історії повнометражний художній фільм повністю ерзянською мовою (зі субтитрами російською, естонською та фінською).

## Опис
В основу картини закладено історичні події. По дорозі на Рязань хан Батий зупинився біля річки Сура (нині на цьому місці розташовано селище Золотарівка Пензенської області). Саме на цьому місці, за версією російських істориків, відбулася битва мордви з монголами.
Зйомки картини почалися у 2015 році і проходили у Мордовії, у Дубьонському, Кочкуровському, Великоберезниківському, Атяшевському районах.

## Сюжет
Дія відбувається в 1237 році, у часи монгольської навали. Головний персонаж — молодий парубок на ім'я Азор, який у лісі наштовхується на загін монголів. Його захоплюють у полон, проте йому вдається втекти. Під час втечі головного героя ранять стрілою, але його рятує знахарка.

## У ролях
| Актор               | Роль    |
| ------------------- | ------- |
| Павло Михайлов      | Азор    |
| Іван Бояркін        | Юртай   |
| В'ячеслав Гагарін   | Пургаз  |
| Олександр Маколов   | Кемай   |
| Геннадій Китайкін   | Аріс    |
| Андрій Авер'янов    | Іневат  |
| Андрій Ладяшкін     | Кудаш   |
| Іван Волгушкін      | Кічай   |
| Євген Трошкін       | Дорай   |
| Євген Комкін        | Келемас |
| Олександр Дюк       | Ушмай   |
| Олександр Учеваткін | Вежай   |
| Раїса Водясова      | Кирдява |

## Реліз
У жовтні 2017 року відбувся закритий показ кінокартини. 6 серпня 2018 року Міністерством культури РФ було видано прокатне посвідчення.
Офіційна прем'єра відбулася 1 вересня 2018 року.
Покази пройшли у Росії, Естонії (Тарту, Таллінн), Фінляндії (Порі, Оулу, Кемі, Куопіо, Тампере, Гельсінкі).

## Галерея

Кадри зі знімального майданчика
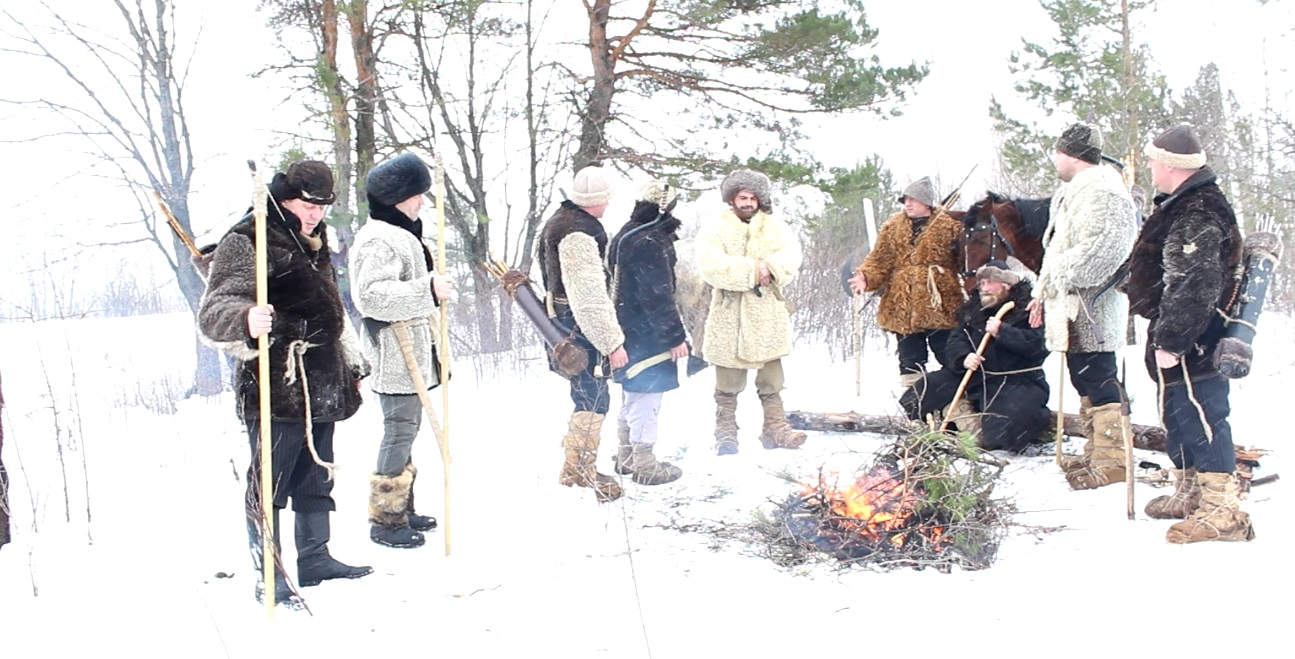
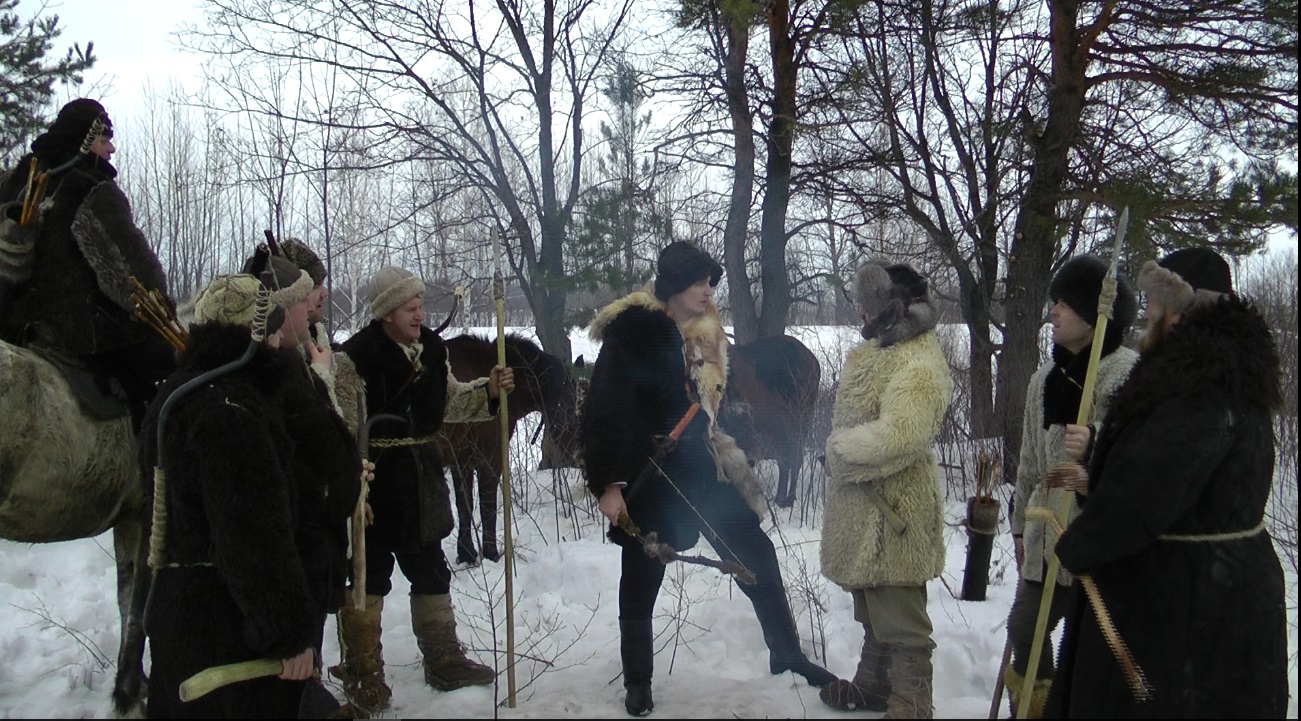
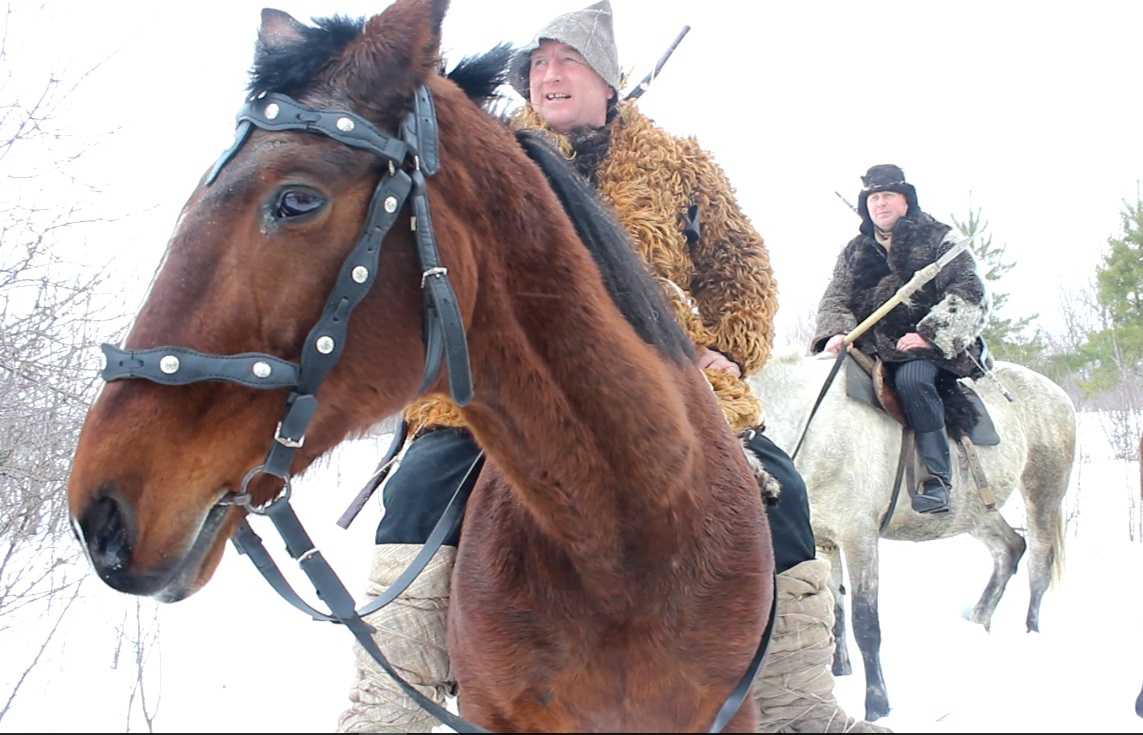
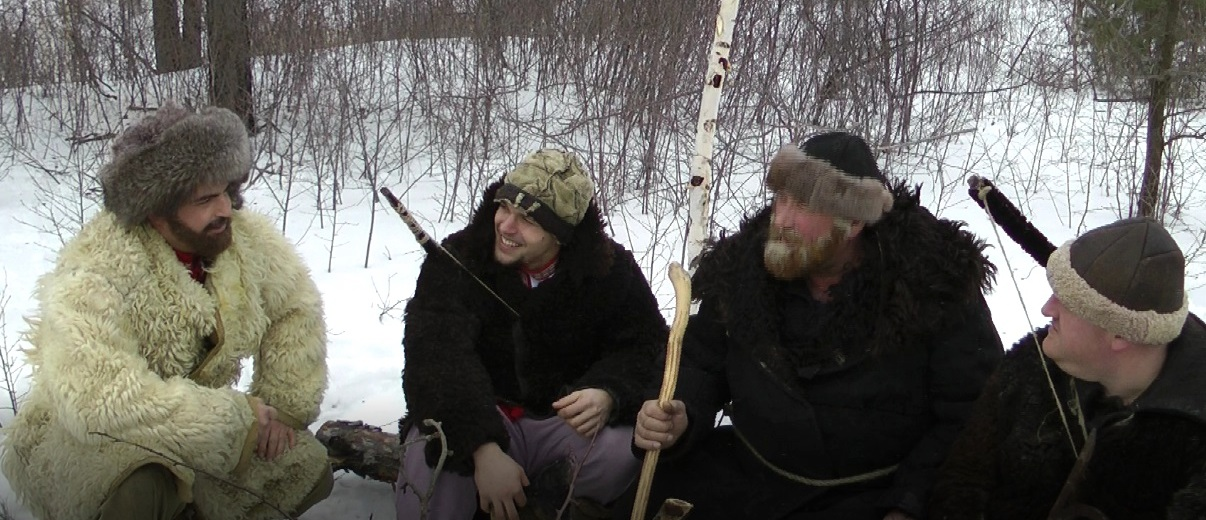